# Der Arbeiter-Samariter
Der Arbeiter-Samariter war eine Anfang des 20. Jahrhunderts erstmals herausgegebene Zeitschrift, die laut ihrem Untertitel zugleich als „Zentralorgan des Arbeiter-Samariter-Bundes“ (ASB) wirkte. Das schon im Deutschen Kaiserreich monatlich gedruckte Blatt der Arbeiter-Hilfsorganisation erschien erstmals 1910; und während der Weimarer Republik bis in die Hochphase der Deutschen Hyperinflation im Jahr 1923. Ausgabeort war anfangs Berlin, nach 1923 dann beim ASB in Chemnitz.
Nach der Machtergreifung durch die Nationalsozialisten wurde Der Arbeiter-Samariter 1933 eingestellt.
Erst in der Nachkriegszeit erschien ab 1954 die Nachfolge-Publikation Gesundheit und Lebensfreude. Amtliches Bundesorgan des Arbeiter-Samariter-Bundes Deutschland e.V.